# Chainreactor
Chainreactor ist ein deutsches Musikprojekt, das 2009 von Jens Minor gegründet wurde.

## Geschichte
Chainreactor ist ein deutsches Musikprojekt aus Düsseldorf, das Anfang 2009 von Jens Minor gegründet wurde. Hervorgegangen aus dem Electro-Industrial-Projekt Spawn of Anguish, bewegt sich Chainreactor stilistisch zwischen Rhythm ’n’ Noise, Electro und Industrial Hardcore. 
Nach der Veröffentlichung des ersten Albums X-tinction Mitte 2009 auf Pro Noize folgten bald erste Liveauftritte mit unterschiedlichen Live-Besetzungen. Nach dem zweiten Album Insomniac 2011 wurde Mitte 2012 Kay Schäfer als festes zweites Bandmitglied für den Live-Support präsentiert. 2013 folgte das dritte Album The Silence & The Noise, wo mit Gas Panic auch erstmals ein Track mit Gesang erschien. Mitte 2014 erschien das vierte Album Mass Driver, welches sich auf Platz 4 der Deutschen Alternative Charts platzieren konnte.
Nach dem Album Interlinked von 2020 folgte die Trennung von Kay Schäfer. 2022 erschien das Album Techno Body Device, welches sich acht Wochen in den Deutschen Alternative Charts halten konnte und bis auf Platz 3 steigen konnte.

## Bandmitglieder
- Jens Minor ist der Gründer von Chainreactor und zuständig für Komposition und Programmierung.

## Diskografie

### Alben
- 2009: X-tinction (ProNoize / Dark Dimensions)
- 2011: Insomniac (ProNoize / Dark Dimensions)
- 2013: The Silence & The Noise (ProNoize / Dark Dimensions)
- 2014: Mass Driver (ProNoize / Dark Dimensions)
- 2015: Dirt (ProNoize / Dark Dimensions)
- 2017: Rare Stuff & Remixes (ProNoize / Dark Dimensions)
- 2017: Decayed Values (ProNoize / Dark Dimensions)
- 2020: Interlinked (ProNoize / Dark Dimensions)
- 2022: Techno Body Device (ProNoize / Dark Dimensions)

### Compilations
- 2009: Gothic Compilation Part XLIV (Batbeliever Releases)
- 2009: Extreme Störfrequenz 3 (UpScene, Indigo)
- 2009: New Signs & Sounds 06/09 (Zillo)
- 2010: Extreme Störfrequenz 5 (UpScene)
- 2010: Underground Club Revolutions 2010  (Not On Label)
- 2011: Schwarze Nacht Tanz 5 (Upscene)
- 2011: Essen Originell 2011 - Festival Sampler (Ruhrschall Recordings)
- 2011: Extreme Sündenfall 11  (Indigo (2), UpScene)
- 2011: Zillo CD 04/2011 (Zillo)
- 2011: Sonic Seducer Cold Hands Seduction - Vol. 117 (Sonic Seducer)
- 2011: Outside Electrowelt Various - Electro-Industrial Infection Vol.01  (Electrowelt)
- 2012: Extreme Sündenfall 12 (Indigo (2), UpScene)
- 2013: Gothic Compilation Part LVIII (Batbeliever Releases)
- 2013: Nachtaktiv Magazin-CD // 12-2013 (Nachtaktiv)
- 2013: Sonic Seducer Cold Hands Seduction - Vol. 140 (Sonic Seducer)